# Quách Tuyết Phù
Quách Tuyết Phù (sinh ngày 30 tháng 6 năm 1988) là người mẫu, diễn viên, ca sĩ và là thành viên trẻ tuổi nhất của nhóm nhạc Đài Loan Dream Girls .
Năm 2008, Tuyết Phù được phát hiện bởi các trinh sát viên và nhanh chóng tham gia quảng cáo thương hiệu thức ăn nhanh và chúng thức gia nhập ngành công nghiệp giải trí. Năm 2010, Quách Tuyết Phù và hai nghệ sĩ nữ thành lập nhóm Dream Girls, bước vào lĩnh vực âm nhạc. Năm 2011, với Dream Girls phát hành EP "Dream Girls". Cùng năm, cô xuất hiện trong bộ phim truyền hình đầu tiên Cặp đôi rắc rối vai nữ phụ. 3 năm liên tiếp từ 2013-2015, Tuyết Phù đứng đầu trong cuộc bình chọn 100 người đẹp gợi cảm Xứ Đài và năm 2016 đứng thứ 2 (Chia sẻ vị trí đứng đầu, bảng xếp hạng cuối cùng dựa theo quyết định kết quả bình chọn trực tuyến) .

## Hoàn cảnh gia đình
Cha Tuyết Phù làm việc tại đại lục, mẹ cô đã qua đời khi cô 9 tuổi, cô và chị gái đã được gửi đến sống cùng với các dì, chú . Bây giờ cô sống với các anh, chị em họ và những người khác.

## Sự nghiệp

### 2008: Debut
Quách Tuyết Phù gia nhập một công ty người mẫu vào năm 2008 và trở nên nổi tiếng với việc quay quảng cáo của McDonald

### 2010: Ký hợp đồng với nhóm Dream Girls
Năm 2010, Tuyết Phù và Lý Dục Phân, Song Mi-jin gia nhập nhóm nhạc ba người Dream Girls

### 2011: Ra mắt với tư cách là thành viên nhóm nhạc Dream Girls, phim truyền hình Cặp đôi rắc rối
23 tháng 3 năm 2011 nhóm tổ chức họp báo tuyên bố ra mắt chính thức vào ngày 8 tháng 4 phát hành EP đầu tay Dream Girls. Sau khi ra mắt chính thức, Tuyết Phù vào cuối năm đó, tham gia diễn xuất trong phim truyền hình Cặp đôi rắc rối .

### 2012: Bước nhảy vọt trên màn ảnh rộng
Năm 2012, Tuyết Phù ra mắt màn ảnh rộng trong phim Silent code tháng 7 bộ phim truyền hình "Cô nàng hoa hồng" phát sóng ; 7 tháng 12 Dream Girls phát hành EP thứ hai của nhóm với chủ đề bảo vệ môi trường Girl's Talk.

### 2013: Nữ diễn viên chính trong Chỉ muốn anh yêu em
Năm 2013, Tuyết Phù tham gia diễn xuất trong phim Biến thân cùng với Trần Bách Lâm phát hành vào ngày 18 tháng 1; Tuyết Phù và Viêm Á Luân hợp tác đóng vai chính trong bộ phim truyền hình Chỉ muốn anh yêu em, phát sóng vào tháng 6, đây là lần đầu tiên diễn vai chính trong phim truyền hình ; 27 tháng 12 cùng năm Dream Girls phát hành album chính thức đầu tiên của họ 美丽头条.

### 2014-2015: Tham gia chương trình thực tế Hàn Quốc We Got Married World Edition
Năm 2014, Tuyết Phù tham gia chương trình thực tế của Hàn Quốc We Got Married World Edition với thành viên nhóm Super Junior Kim Hee-chul, phát sóng vào tháng 4; Cùng năm đó, Tuyết Phù tham gia bộ phim "Cô đầu bếp cá tính" phát sóng vào tháng 5.
Tháng 5 năm 2015 tham gia phim ngắn Rock Records câu chuyện tình yêu, tháng 4 năm 2016 phát sóng.

### 2016-2017: Thành viên  Mars Intelligence Agency
Tháng 4 năm 2016, tham gia chương trình tạp kỹ Mars Intelligence Agency với vai trò thành viên cố định, giúp cho Tuyết Phù được quan tâm nhiều hơn ở đại lục .

### 2018: Kỷ niệm 10 năm ra mắt, phát hành EP cá nhân đầu tiên, sách ảnh
Nhân kỷ niệm 10 năm ngày đầu tiên của Quách Tuyết Phù ra mắt, cô đã phát  hành EP cá nhân đầu tiên "LOVE" vào ngày 29 tháng 6, trước sinh nhật lần thứ 30 của mình, phát hành cuốn sách ảnh cá nhân đầu tiên "Reborn" vào tháng 7. Cuối tháng 8, cô  đóng cặp với Lưu Dĩ Hào lần thứ hai trong bộ phim truyền hình Chúng ta không thể làm bạn.

## Phim

### Chiếu mạng
| Năm  | Tên                | Vai                  | Ghi chú |
| ---- | ------------------ | -------------------- | ------- |
| 2018 | Mị Giả Vô Cương    | Lưu Quang            |         |
| 2021 | Hoa đăng sơ thượng | Vương Ái Liên (Aiko) |         |

### Truyền hình
| Năm  | Tên                              | Vai               | Ghi chú           |
| ---- | -------------------------------- | ----------------- | ----------------- |
| 2011 | Cặp đôi rắc rối                  | Lê Nhi            |                   |
| 2012 | Cô nàng hoa hồng                 | Giang Vi Yên      |                   |
| 2013 | Cô nàng đẹp trai                 | Tuyết Phù         | Khách mời         |
| 2013 | Chỉ cần anh yêu em               | Trình Lượng Lượng | Vai chính đầu tay |
| 2014 | Cô đầu bếp cá tính               | Đỗ Khải Kì        |                   |
| 2016 | Rock Records câu chuyện tình yêu | Trình Tư Ngải     | Phim ngắn         |
| 2016 | Tình yêu vượt thời gian 2        | Phương Tử Nghi    |                   |
| 2019 | Chúng ta không thể làm bạn       | Châu Duy Duy      |                   |
| 2020 | Bởi vì anh thích em              | Trần Tử Đồng      |                   |
| 2020 | Lãng mạn thua vào tay em         | Liễu Mộ Sương     | Cameo             |
| 2021 | Lời hứa 20 năm                   | Kha Dĩ Tình       |                   |
| 2021 | Hoa đăng sơ thượng               | Aiko              | Netflix           |

### Điện ảnh
| Năm  | Tên                       | Vai                | Ghi chú |
| ---- | ------------------------- | ------------------ | ------- |
| 2012 | Silent code               | Lam Dĩ Tình        |         |
| 2013 | Biến thân                 | Tô Doanh Doanh     |         |
| 2019 | Lost in the Cave Dwelling | Trương Tiểu Nghiên |         |
| 2021 | Yết đại hoan hỉ           | La Lâm             |         |

### Phim ngắn
| Năm  | Tên                        | Tên tiếng Trung            | Vai       | Ghi chú            |
| ---- | -------------------------- | -------------------------- | --------- | ------------------ |
| 2012 | You Never Alone            |                            | Phi Phi   |                    |
| 2012 | Bộ phim tình yêu của Khang | 康健霓小姐的愛情微電影     | Khang     |                    |
| 2012 | Dream Girls                | 微電影「減嘆日記」系列     | Tuyết     | Dream Girls Series |
| 2013 | Bài hát chia sẻ tình yêu   | 分享爱 第一部曲 (爱的心田) | Tuyết Phù |                    |

## Âm nhạc

### EP
| Album | Tên                                                                        | List nhạc |
| ----- | -------------------------------------------------------------------------- | --- |
| 1     | EP 1 (Dream Girls) - Phát hành:8 tháng 4 năm 2011 - Ngôn ngữ: Mandarin     | List nhạc - CD 1. I'm your dreamgirl 2. 流淚也要美 3. 軟弱 - DVD 1. 流淚也要美(MV) 2. 软弱(MV) 3. Dream Girls 「築夢」計劃 |
| 2     | EP2 (Girl's Talk) - Phát hành:7 tháng 12 năm 2012 - Ngôn ngữ: Mandarin     | List nhạc - CD 1. Dying For Love 2. Don't stop the music 3. 因為有妳在 4. 愛情微波爐 5. 讓你走                             |
| 3     | EP 3 (由你开始的幸福) - Phát hành:5 tháng 12 năm 2014 - Ngôn ngữ: Mandarin | List nhạc - CD 1. 由你开始的幸福                                                                                           |

### LP
| Album | Tên                                                                     | List nhạc |
| ----- | ----------------------------------------------------------------------- | --- |
| 1     | LP 1 《美麗頭條》 - Phát hành:27 tháng 12 năm 2013 - Ngôn ngữ: Mandarin | List nhạc - CD 1. 美麗頭條 2. 聽你說 3. 雪人的眼淚(Puff solo) 4. 我跟她們不一樣(Tia solo) 5. 再見我愛你(Emily solo) 6. 隨風而過 7. Amazing 8. 聽說愛情回來過 9. 來得及愛你(Tia solo)【濤女郎主題曲】 10. Whatever(美麗頭條 version Hàn Quốc.) |

### Studio
| # | Tên tiếng Trung | Tên tiếng Anh | Phát hành            | Hãng thu âm                   |
| - | --------------- | ------------- | -------------------- | ----------------------------- |
| 1 | 美夢當前        | Dream Girls   | 8 tháng 4 năm 2011   | Linfair Records Limited/DECCA |
| 2 | Girl's Talk     | Girl's Talk   | 7 tháng 12 năm 2012  | Linfair Records Limited/DECCA |
| 3 | 美麗頭條        | Beautiful     | 27 tháng 12 năm 2013 | Linfair Records Limited/DECCA |

## MV

### MV
| Năm  | Tên                                        | Thông tin                                                                         | Video         |
| ---- | ------------------------------------------ | --------------------------------------------------------------------------------- | ------------- |
| 2008 | Lonely So Much (寂寞那麼多)                | - Ca sĩ: Trương Đống Lương 張棟樑 - Album: From Now On New Songs + Best Selection | Video YouTube |
| 2008 | Dream                                      | - Ca sĩ: Hứa Nhân Kiệt 許仁杰 - Album: Dream(夢見)                                | Video YouTube |
| 2009 | Song (新歌)                                | - Ca sĩ: Đường Vũ Triết 唐禹哲 - Album: D' New Gravity (D新引力)                  | Video YouTube |
| 2009 | Guardian (守護者)                          | - Ca sĩ: Châu Huệ 周蕙 - Album: Where Chou album (周蕙 (專輯))                    | Video YouTube |
| 2009 | If...If...                                 | - Ca sĩ: Hứa Chí An 許志安 - Album: Song Person (歌人)                            | Video YouTube |
| 2010 | Like It's Nothing (若無其事)               | - Ca sĩ: Phùng Tổ Danh 房祖名 - Album: Chaos                                      | Video YouTube |
| 2011 | Love Conquest (戰利品)                     | - Ca sĩ: Lollipop F - Album: DANCE                                                | Video YouTube |
| 2011 | Dandelion (蒲公英)                         | - Ca sĩ: Lý Cung 李恭 - Album:Leo Li 2011 Album 李恭2011同名专辑                  | Video YouTube |
| 2012 | Black Coffee (黑咖啡)                      | - Ca sĩ: Giang Huệ 江蕙 - Album:To Marry (當時欲嫁)                               | Video YouTube |
| 2012 | You Are My Deja Vu (你是我的 deja vu)      | - Ca sĩ: Nghiêm Tước 嚴爵 - Album:                                                | Video YouTube |
| 2013 | I Suddenly Want To Love Her (突然好想愛她) | - Ca sĩ: Minh Đạo 明道 - Album:Lovelorn Aesthetics (失戀美學)                     | Video YouTube |
| 2014 | Unstoppable Sun (擋不住的太陽)             | - Ca sĩ: Viêm Á Luân 炎亞綸 - Album: Drama                                        | Video YouTube |
| 2014 | No Cut Dance Version (一刀不剪 舞蹈版)     | - Ca sĩ: Viêm Á Luân 炎亞綸 - Album: Cut                                          | Video YouTube |
| 2015 | I'm From A Star (我来自那颗星)             | - Ca sĩ: Hoàng Hồng Thăng 黄鸿升 - Album:                                         | Video YouTube |
| 2017 | 阿不然现在是怎样                           | - Ca sĩ: Nine Chen                                                                | Video YouTube |

### Single
| Ngày                | Tên            | Album                                   | Lời            | Ghi chú                                                                            |
| ------------------- | -------------- | --------------------------------------- | -------------- | ---------------------------------------------------------------------------------- |
| 25 tháng 4 năm 2014 | 结巴           | Bộ bộ kinh tâm 2 OST                    | Nghiêm Tước    | Album Entity phát hành ở Đài Loan vào ngày 25 tháng 4 năm 2014, "Bộ bộ kinh tâm 2" |
| 5 tháng 12 năm 2014 | 由你开始的幸福 | I Am I Can                              | Nine Chen      | Tham gia viết lời và trìh bày                                                      |
| 20 tháng 3 năm 2020 | Same Breath    |                                         |                |                                                                                    |
| 3 tháng 8 năm 2021  | ost cover      | OST cover 4 ngôn ngữ Trung Anh Nhật Hàn | Khưu Thắng Dực |                                                                                    |

### Chương trình giải trí
| Phát sóng                                   | Tên                                     | Kênh                                                      | Ghi chú                                  |
| ------------------------------------------- | --------------------------------------- | --------------------------------------------------------- | ---------------------------------------- |
| 4 tháng 2 năm 2009                          | 100% Entertainment                      | GTV Variety Show                                          | Khách mời                                |
| 6 tháng 2 năm 2009                          | Kangsi Coming                           | CTi Variety                                               | Khách mời                                |
| 6 tháng 3 năm 2009                          | 100% Entertainment                      | GTV Variety Show                                          | Khách mời                                |
| 26 tháng 8 năm 2010                         | 100% Entertainment                      | GTV Variety Show                                          | Khách mời                                |
| 14 tháng 4 năm 2011                         | 100% Entertainment                      | GTV Variety Show                                          | Khách mời                                |
| 30 tháng 4 năm 2011                         | Variety Big Brother                     | China Television                                          | Khách mời                                |
| 10 tháng 5 năm 2011                         | The Gang of Kuo Kuan                    | SETTV                                                     | Khách mời                                |
| 14 tháng 5 năm 2011                         | Million Singer                          | TTV Main Channel                                          | Khách mời                                |
| 24 tháng 6 năm 2011                         | Ngày ngày tiến lên                      | Hồ Nam TV                                                 | Khách mời                                |
| 24 tháng 9 năm 2011                         | Million Singer                          | TTV Main Channel                                          | Khách mời                                |
| 05 Tháng 4 năm 2014 - 12 tháng 7            | " We Got Married World Edition quý II." | Đài MBC (Hàn Quốc: MBC 에브리원) (Hàn Quốc),FOX(Đài Loan) | khách mời thường xuyên: với Kim Hee-chul |
| 08 tháng 4 năm 2016 - 24 tháng 6            | "Mars Intelligence Agency quý I."       | Youku                                                     | Người dẫn chương trình                   |
| 24 tháng 10 năm 2016                        | Thần tượng vạn vạn tuế                  | Hồ Nam TV                                                 | Khách mời                                |
| Ngày 04 tháng 11 năm 2016 - 20 tháng 1      | "Mars Intelligence Agency quý II."      | Youku                                                     | Người dẫn chương trình                   |
| 1 tháng 7 năm 2017 - 22 tháng 9 năm 2017    | " Mars Intelligence Agency quý III."    | Youku                                                     | Người dẫn chương trình                   |
| 12 tháng 10 năm 2018 - 28 tháng 12 năm 2018 | " Mars Intelligence Agency quý IV."     | Youku                                                     | Người dẫn chương trình                   |
| 14 tháng 10 năm 2020                        | 36 Questions                            | Public Television Service                                 | Khách mời cùng Trương Bổn Du             |

## Xuất bản

### Sách, ảnh
| Ngày                | Tựa                               | Tác giả         | Nhà phát hành |
| ------------------- | --------------------------------- | --------------- | ------------- |
| 5 tháng 12 năm 2014 | 華麗奔跑：Dream Girls勇敢追夢之旅 | Dream Girls     | 資料夾文化    |
| 26 tháng 7 năm 2018 | 蛻變Reborn                        | Quách Tuyết Phù | Avex Đài Loan |